# Operación Casa Verde
La Operación de Casa Verde, llamada oficialmente Operación Colombia, fue una operación militar desarrollada por las Fuerzas Militares de Colombia, por orden del presidente César Gaviria Trujillo, contra el campamento madre del grupo insurgente Fuerzas Armadas Revolucionarias de Colombia (FARC-EP) el 9 de diciembre de 1990. Tropas del Ejército Nacional atacaron el área que cubre una amplia región del río Duda, en las estribaciones de la Cordillera Oriental en el municipio de Uribe (Meta), con el fin de desmantelar el Estado Mayor y el Secretariado de las FARC-EP.

## Antecedentes

### Operación Soberanía
‘Casa Verde’ había sido establecida entre 1965-1970, luego de que las FARC-EP fueran expulsadas en la Operación Soberanía (1964) por el Ejército Nacional de Marquetalia (Planadas, Tolima) y ‘El Pato’ (Caquetá), como resultado de una ofensiva dirigida por el entonces coronel José Joaquín Matallana.

### Acuerdos de la Uribe
Durante los periodos presidenciales de Belisario Betancur (1982-1986) y Virgilio Barco (1986-1990), esta sede campamentaria había servido de marco para la realización de las conversaciones de paz entre el gobierno y las FARC-EP, allí se había firmado los Acuerdos de La Uribe (marzo de 1984), que estableció formalmente la existencia de un acuerdo de cese al fuego entre los entonces 27 frentes de la organización marxista y el estado colombiano.

### Fin de los Acuerdos de la Uribe
Luego de tres años de tregua en junio de 1987, los frentes 14 y 15 de las FARC-EP atacaron un convoy del batallón Cazadores entre San Vicente del Caguán y Puerto Rico (Caquetá); el proceso de paz quedó seriamente afectado. Sin embargo, el gobierno siguió renuente a cortar definitivamente los canales de comunicación con la subversión y el campamento de Casa Verde continúo al margen de cualquier acción armada del Ejército Nacional, con la esperanza de alcanzar una solución negociada al conflicto. Sin embargo, como retaliación a la agresión y persecución hacia los miembros de la recién formada Unión Patriótica por parte de grupos paramilitares, la 'guerra sucia' a los sectores de la oposición y ante la pasiva reacción del Gobierno de Colombia, los frentes insurgentes continuaron su arremetida bélica y en noviembre de 1988 milicianos atentaron contra la vida del Ministro de Defensa, General Manuel Jaime Guerrero Paz. El Ministro de Gobierno César Gaviria propuso entonces atacar en represalia Casa Verde, pero el presidente Barco se negó arguyendo que si el Ejército Nacional tocaba ese punto sería el fin definitivo del "proceso de paz".

### Asamblea Nacional Constituyente
Dos hechos vinieron a modificar el escenario: el 10 de agosto de 1990 falleció víctima de un infarto Jacobo Arenas, mientras daba una de sus tradicionales arengas revolucionarias; y en diciembre de 1990, se tenía previsto que se realizarán las elecciones para la Asamblea Nacional que reemplazaría la Constitución de 1886. Conscientes de la oportunidad que esta convocatoria democrática representaba para cambiar el escenario político del país, las FARC-EP trataron de obtener del gobierno garantías para participar en la Asamblea Nacional, a la vez que arreciaron acciones armadas a lo largo y ancho de la geografía nacional.  Entre el 16 de septiembre y el 9 de diciembre de 1990 las acciones de la guerrilla le costaron la vida a 50 uniformados y 30 civiles.
El nuevo gobierno, en cabeza de César Gaviria Trujillo, decidió realizar una acción militar contra las FARC-EP y el 6 de noviembre, 400 tropas de la VII Brigada del Ejército se tomaron por asalto la sede del Estado Mayor Central y el Estado Mayor del Bloque Oriental (EMBO) de las FARC-EP en La Uribe (Meta), a pocos kilómetros de distancia de Casa verde; prácticamente en su puerta de entrada. La Operación Centauro 90 que contó con la participación de varios aviones Kfir, A-37 y helicópteros artillados, terminó con la muerte de 35 insurgentes y el decomiso de cuantioso material de guerra.

## El campamento
Casa verde estaba comúnmente relacionada con una edificación rudimentaria de techo color verde (de ahí su nombre), famosa porque en ella Manuel Marulanda había recibido las distintas delegaciones de paz del gobierno nacional entre 1984 y 1989. No obstante,  Casa Verde era en realidad una serie de campamentos que se extendían sobre un escenario de decenas de kilómetros cuadrados, entre las veredas La Francia, El Diamante y La primavera, en la margen izquierda del río Duda y las quebradas Agua blanca y La Honda del municipio de Uribe (Meta).

### 'La Caucha'
En primer término se hallaba la Caucha sede del secretariado hasta 1988, cuando este se trasladó a un lugar a seis horas de distancia de allí, en el denominado Rincón de los abuelos o de los viejos (objetivo centauro). En La Caucha (objetivo Espuela para el Ejército), no obstante, el comando rebelde había dejado tras de sí una infraestructura formidable, custodiada por 80 hombres en siete puestos de avanzada, que incluían posiciones antiaéreas (en el denominado Filo Alto de Aguas Blancas). Las posiciones antiaéreas, eran subterráneos de 1.30 metros de profundidad que habían sido construidos aprovechando al máximo la topografía del terreno y que estaban dotadas con ametralladoras punto 50 y algunos lanzacohetes. Un túnel al estilo vietcong de 1.70 de profundidad daba salida a varios puntos selváticos y conducía a la vez hasta un terreno plano.

### Escuela de Adiestramiento
A 2:45 horas de La Caucha, operaba la Escuela de Adiestramiento (objetivo Furia), con 200 hombres entre instructores y alumnos. La Escuela, situada en las márgenes de la quebrada La Herramienta, exactamente en el Caño denominado El Hueco, constaba de un rancho general, varios alojamientos, un aula múltiple, una casucha que operaba como oficina de radio y una especie de biblioteca. A seis horas de la escuela de adiestramiento y a escasos 40 minutos por trocha de El Rincón de los abuelos estaba el Objetivo Águila, en una zona conocida como Hueco Frío, en la finca Las Mil de la vereda la Ucrania (Mesetas, Meta). Era un inmenso campamento ocupado por no menos de 800 subversivos que incluía siete alojamientos, tres casinos, sastrería, armería, salas de radio y de conferencias, enfermería, quirófano, consultorio odontológico, economato, talabartería, casa de huéspedes, una imprenta y una sede de la clandestina emisora La voz de la resistencia.

### Casa Verde
A 40 minutos de allí estaban la tumba de Jacobo Arenas y Casa Verde (objetivo Bravo), que había sido sede de los diálogos con los jefes guerrilleros y que por lo mismo se había constituido en una especie de símbolo de las FARC-EP. Sin embargo, contrario a lo que se creía, allí no se encontraban los miembros del secretariado.  Estos se hallaban a 20 minutos del objetivo definido como Centauro, es decir del Rincón de los abuelos.  El Campamento tenía comunicación con la Consejería de Paz el denominado 'Teléfono Rojo'

## Descripción de la Operación

### Objetivos
La zona en la que se extendían los objetivos Bravo, Centauro, Espuela, Furia y Águila permanecía cerrada por condiciones climáticas ocho meses de cada año, entre abril y noviembre y sólo entre diciembre y marzo los páramos entraban en un corto e inestable verano. Por lo tanto desde su cuartel general en las instalaciones del Centro Administrativo Nacional (CAN) en Bogotá, los comandantes de las Fuerzas Militares, general Luis Eduardo Rocca Michel y el Ejército, General Manuel Alberto Murillo, habían escogido el domingo 9 de diciembre de 1990, como fecha del ataque. Ese día había sido señalado previamente por el presidente César Gaviria y los líderes de los partidos políticos para que el país eligiera en las urnas a los 72 integrantes de la Asamblea Nacional, en cuyas manos estaría la misión de reformar la Carta de 1886.

### Tropas y aeronaves
Debido a las difíciles condiciones del área los estrategas de la Operación habían estimado solamente cinco horas de operaciones aéreas, que iniciarían sobre las 06:00 a. m. Las tripulaciones de dos Kfir, nueve aviones AT-37 y dos aviones AC-47, cargados con bombas de 250 libras y los pilotos de siete helicópteros artillados UH-60, cinco helicópteros UH-1H, dos Bell 212, dos helicópteros Hughes, dos Bell ambulancia y un Hughes de comando y enlace, se encargarían de cubrir la siguiente fase del plan: el desembarco de 650 hombres, pertenecientes al batallón de Fuerzas Especiales No 1 Ambrosio Almeida (con 15 oficiales, 48 suboficiales y 291 soldados) y del Batallón de Fuerzas especiales N 2 "Francisco Almeida" (con 18 oficiales, 50 suboficiales y 292 soldados) que tenían por objetivo la toma de Centauro (Rincón de los Viejos).
Acantonados en Tres filos, estaban cerca de 500 hombres de los batallones Héroes de Arauca de la VII Brigada (Villavicencio), Diosa del Chairá de la XII Brigada (Florencia), y soldados regulares de la Brigada de Institutos Militares,  con una batería de 120 milímetros; todos se hallaban al mando del brigadier general Humberto Correa, comandante de campo de la Operación Colombia, y avanzaron por tierra luego del primer desembarco sobre Casa Verde, enfrentándose a las unidades del anillo de seguridad externo.

### Operativo

#### 9 de diciembre
Las pésimas condiciones climáticas que reinaban en la mañana del 9 de diciembre retrasaron el inicio de la operación. Solo a las 7:17 se dio orden de despegar a los aviones Kfir desde la base de Palanquero, y a las 8.05 se descargaron las primeras bombas de 250 libras sobre el Rincón de los abuelos (Centauro) y Casa verde (Bravo). Paralelo a las sucesivas oleadas de aviones que arrojaban sus bombas sobre las posiciones enemigas, los helicópteros artillados entraron en acción, lanzando cohetes y ametrallando en vuelo rasante el terrero. En ese momento, los guerrilleros hicieron blanco en un Bell 212 artillado y lo derribaron matando a sus cuatro tripulantes. Otros 5 aparatos reportaron averías de diversa consideración por el fuego enemigo pero lograron volver a sus bases.
Mientras continuaban los bombardeos, las primeras unidades aerotransportadas del Ejército comenzaron a desembarcar en los objetivos Bravo y Centauro bajo un intenso fuego antiaéreo que mató a varios comandos dentro de sus aeronaves; en efecto a pesar del violento bombardeo sufrido al menos un centenar de guerrilleros se había hecho fuerte en las inmediaciones de la zona de aterrizaje, reteniendo el avance de los militares durante varios minutos. Los miembros de secretariado (en Casa verde estaban Manuel Marulanda, Raúl Reyes, Timoleón Jiménez y Alfonso Cano) alertados por el incesante bombardeo, emprendieron entonces la retirada desde sus posiciones ubicadas a 20 minutos del Rincón de los viejos, escapando en varias columnas con el grueso de sus hombres. Su huida se vería facilitada en todo caso gracias a la difícil orografía de la región.
A las 12:30 del 9 de diciembre de 1990 el general Correa reportó a su estado mayor la ocupación parcial de Bravo y Centauro, luego del desembarco de 160 soldados de los batallones de fuerzas especiales. El centenar de subversivos que había hecho frente a la primera avanzada del Ejército defendiendo el terreno palmo a palmo, se había replegado del área luego de sufrir numerosas bajas. En los combates por Centauro y Bravo perdieron la vida 8 militares, que sumados a los 4 tripulantes del helicóptero derribado, llevaron la cifra de uniformados muertos el primer día a 12. Los subversivos por su parte, sufrieron cerca de 30 bajas mortales y medio centenar de heridos, evacuados hacia las montañas adyacentes.

#### 15 de diciembre
Al menos un millar de soldados adicionales llegaron a Casa verde durante las siguientes 72 horas y aseguraron el resto de los objetivos en La caucha, la escuela de mandos y el campamento madre. El 11 de diciembre, los soldados ocuparon "El Hueco" y destruyeron la emisora "Patria libre" de las FARC-EP.  Ese mismo día 11, uno de los helicópteros averiados en el primer asalto, se precipitó a tierra cerca de Melgar, cuando volvía a su base para ser reparado; los 7 miembros de la tripulación murieron en el hecho. Mientras tanto, los guerrilleros siguieron hostigando a las tropas del gobierno durante al menos 15 días antes de que la zona fuera totalmente librada de insurgentes; para entonces cientos de soldados adicionales habían sido trasladados por tierra desde Lejanías (Meta) y el dispositivo militar cubría hasta el departamento de Huila en una maniobra de cerco que pretendía cerrar las rutas de escape del comando central de la organización.
Las casas que ocupaban los miembros del Secretariado solo fueron alcanzadas una semana después de la operación principal, entre el 14 y el 15 de diciembre de 1990. Mientras las inspeccionaban varios oficiales y periodistas acompañados por el general Humberto Correa, los guerrilleros lanzaron un ataque sorpresivo contra las tropas. Los militares salieron ilesos, pero aquel hostigamiento que se prolongó media hora, demostró la dificultad para asegurar el terreno. Las operaciones continuaron hasta el último tercio de diciembre.

## Legado y consecuencias
Pese a que Casa verde fue literalmente borrada del mapa por los bombardeos y de que el Secretariado perdió su base símbolo, el objetivo principal de la operación no fue alcanzado pues la cúpula de las FARC-EP logró replegarse; poco después esta organización desató en respuesta al ataque, una violenta serie de atentados y emboscadas en todo el país, como fue el Ataque a la base militar Girasoles y la primera Toma de Puerto Rico. A partir de ese momento el conflicto entró en una fase aún más total y encarnizada en los que se rompieron los canales de comunicación con la dirigencia subversiva.
En todo caso el gobierno justificó el operativo militar como un acto de soberanía interna dado como respuesta a los continuos ataques de una organización que mostraba nulos deseos de paz. Como lo expresó el Consejero para la paz, Jesús Antonio Bejarano era el anticipo de una nueva estrategia de paz en la que “el diálogo y la acción militar no se excluyen”. Los diálogos se retomarán en 1992 con los   diálogos de Tlaxcala con la Coordinadora Guerrillera Simón Bolívar.

## Militares abatidos
- Fuerza Aérea de Colombia: capitán Julio César Sanabria Rivera, subteniente John Mario Alarcón Gómez; y los técnicos tercero y cuarto Jaime Eduardo Ríos Vanegas y Reynel Gómez Antolínez.

- Ejército Nacional: Sargento segundo Miguel Preciado Lugo, Sargento segundo Salvador Amaya Sánchez, Cabo Primero de Artillería Esteban Bermúdez Murillo, Cabo primero Pablo Arnold Junieles Roa, soldados voluntarios Rafael Ángel Herrera Moncada, Bernardo Murcia Ballen, Oscar Eduardo Neira, Pedro Emilio Cortes Rojas, Henry Taimal Osorio, José Montiel Tovar y Gilberto Antonio Macea González. Sin especificar rango, Argemiro Alarcon, Eimard Barreto Garzon, y Wilson Vargas Castellanos.[1]